# Ludu U Hla
Ludu U Hla (Nyaunglebin, 19 gennaio 1910 – Mandalay, 7 agosto 1982) è stato un giornalista e editore birmano i cui prolifici scritti includono un numero considerevole di opere di saggistica. Era sposato con la collega scrittrice e giornalista Ludu Daw Amar.
Raccolse storie orali da persone in una vasta gamma di occupazioni che includevano un barcaiolo che operava sull'Irrawaddy, un conduttore di una canoa di bambù sul fiume Salween, il custode di un elefante da disboscamento, un broker per Steele Bros. (una grande società commerciale durante il periodo coloniale), un giocatore d'azzardo sui cavalli, un burocrate e un giornalista. Questi sono stati pubblicati in una serie di libri intitolati "Io il ------".
La produzione di 43 volumi di racconti popolari, per un totale di 1597 racconti, che raccolse tra il 1962 e il 1977 dalla maggior parte delle minoranze etniche della Birmania, è stata un'impresa veramente erculea. Molti di questi sono stati tradotti in diverse lingue. Scrisse altri 5 volumi di racconti popolari da tutto il mondo.
Durante l'era U Nu della democrazia parlamentare, trascorse più di tre anni nella prigione centrale di Rangoon come prigioniero politico dopo aver pubblicato una notizia controversa nel suo quotidiano Mandalay Ludu (Il popolo). Mentre era in prigione intervistò diversi detenuti e scrisse le loro storie di vita, raccontate nella narrazione in prima persona, la cui raccolta più nota è stata pubblicata in The Caged Ones. Vinse il premio UNESCO per la letteratura nel 1958 e le sue opere sono state tradotte in inglese.

## Biografia
Nato nel villaggio di Pazun Myaung vicino a Nyaunglebin nella Bassa Birmania, e istruito alla Rangoon Government High School, all'età di 20 anni si assicurò un posto di perito presso la Rangoon Municipal Corporation; la depressione aveva colpito la Birmania culminando in una rivolta contadina e nella fondazione della nazionalista Dobama Asiayone (Associazione noi birmani). Entrò a far parte del Lungemya Kyipwayay Athin (Progressi per il club giovanile) che iniziò come Friendly Correspondence Club con società di dibattito tra gli studenti delle scuole superiori nel 1926, e il suo zelo riformista di alta mentalità per il miglioramento a tutto tondo della gioventù del paese rimase una passione per tutta la sua vita.
Viveva nel negozio di Scott's Market (ribattezzato Bogyoke Market dopo l'indipendenza) come pensionante, raddoppiando il ruolo di bibliotecario e insegnando nei corsi serali ai bambini delle famiglie povere del quartiere. Sportivo appassionato, aveva giocato a calcio per la squadra municipale, si allenò regolarmente e rimase astemio per tutta la vita.
Nel 1932 riuscì a rilevare la pubblicazione della rivista Kyipwayay (Progresso/Crescita) dopo una falsa partenza da parte del presidente U Thein. Voleva diventare scrittore ed editore e colse l'occasione. La rivista fu un successo ed ebbe come collaboratori la maggior parte dei famosi scrittori del tempo e aveva come linea editoriale quella di educare i giovani al miglioramento personale, alla salute e alla disciplina morale nella lotta per l'indipendenza e per la costruzione di una nuova Birmania unita. Articoli regolari come Nei Thu Yein's Fearless Doctrine di Maha Swe e  Letter from Maung Than Gyaung di Theippan Maung Wa attirarono un vasto pubblico di lettori. Il Kyipwayay divenne il veicolo di un nuovo stile e contenuto nella letteratura birmana noto come Hkit san (Testare l'età), un movimento iniziato in particolare da Theippan Maung Wa, Nwe Soe, Zawgyi, Min Thu Wun, Maung Thuta, Maung Htin e Mya Kaytu. Scrisse anche articoli sotto gli pseudonimi di Kyipwayay Maung Hla e Maung Kan Kaung. Un devoto buddista e riformista non violento, fece molte amicizie e la sua casa divenne il ritrovo preferito di molti politici come Aung San, Thakin Than Tun, Thakin Zin e Thakin Ba Koe, nonché di scrittori come Maha Swe, Dagon Taya, Zawana, P Moe Nin, Thukha, Maung Htin e Dr Maung Hpyuu, giornalisti come Thuriya U Thein Maung, fumettisti come U Ba Galay, U Hein Soon e U Ba Gyan, artisti come U Ohn Lwin e sollevatori di pesi Ka-ya bala come U Shein, U Zaw Weik e U Ne Win. Il quotidiano Thuriya (Sole) era il luogo in cui aveva iniziato come scrittore in erba e dove sembrava aver imparato i rudimenti del giornalismo e dell'editoria. U Hla era alto, biondo e bello (Hla per inciso significa bello), e noto per il suo sorriso amichevole, i modi gentili e pacati, il carattere, la vita pulita e la generosità.
Quando scoppiò il secondo sciopero degli studenti universitari nella storia, nel 1936, fece amicizia con una delle più note leader studentesse, Amar di Mandalay, la cui traduzione birmana di Trials in Burma di Maurice Collis aveva pubblicato tra i suoi altri scritti nella sua rivista. Si sposarono nel 1939 e lui si trasferì a Mandalay dove continuò a pubblicare il Kyipwayay. Chiese di collaborare a scrittori dell'entroterra come Shwe Kaingtha (un monaco di Sagaing ed ex archeologo che era già una delle firme abituali del Kyipwayay con il nome di Yadanabon Hpo Hmatsu) e Marla, una vecchia compagna di scuola di Amar, oltre alla solita scuderia di scrittori come Maha Swe, Zawgyi, Min Thu Wun, Theippan Maung Wa, Zawana, Maung Hpyuu e Maung Htin.
Durante l'occupazione giapponese (1942-1945), il Kyipwayay continuò ad uscire allo scoperto anche se l'intera famiglia allargata era fuggita dalla guerra nelle campagne a nord di Mandalay. Presentava come prima saggi culturali, recensioni letterarie e articoli sui viaggi, lo sviluppo rurale e l'educazione sanitaria. U Hla e Daw Amar tradussero in birmano e pubblicarono tutti e tre i romanzi di guerra più venduti dello scrittore soldato giapponese Hino Ashihei:
1. Suolo e soldati - Shun hnint sittha ( ရွှံ့နှင့်စစ်သား ) e
2. Fiori e soldati - Paan hnint sittha ( ပန်းနှင့်စစ်သား ) di U Hla
3. Wheat and Soldiers - Gyon hnint sittha ( ဂျုံနှင့်စစ်သား ) di Daw Amar[1][8] che tradusse anche  "L'arcobaleno" (Thettant yaung) della scrittrice comunista polacca Wanda Wasilewska nel 1945.[9]

Sia U Hla che Daw Amar furono coinvolti nel movimento di Resistenza; costituirono l'Asha Lu Nge (Giovane Asia) a Mandalay, apparentemente per collaborare con i giapponesi, e si impegnarono principalmente in operazioni di soccorso e igiene, ma divennero una fonte di giovani combattenti della Resistenza per Bohmu Ba Htoo nell'Alta Birmania. U Hla era consapevole che i suoi giovani membri erano in contatto sia con il Partito Comunista che con il Partito Rivoluzionario Popolare (poi Partito Socialista) e cercò di proteggerli consigliando l'inclusione di un interprete, che lavorava per i giapponesi, nel comitato esecutivo dell'organizzazione come salvaguardia contro il Kempeitai. Quando gli alleati tornarono, U Hla non perse tempo nel co-fondare la Lega della Libertà Popolare Anti-Fascista (AFPFL) a Mandalay con Rakhine U Kyaw Yin, che si paracadutò in Birmania con l'aiuto degli alleati, e Thakin Tun Yin, mentre Rangoon era ancora sotto i giapponesi. Una popolare canzone in tempo di guerra intitolata Ludu sit (Guerra della gente) di A-1 Saya Hnya è stata scritta da U Hla e U Kyaw Yin. U Hla fu arrestato e interrogato dagli inglesi dopo che avevano riconquistato Mandalay.
Durante il periodo di austerità del dopoguerra, U Hla continuò a pubblicare utilizzando qualsiasi tipo di carta che poteva procurarsi, compresa la carta da imballaggio colorata con scatole di fiammiferi e la carta da ufficio usata con la stampa su un lato. Sarebbe anche riuscito a inviare i suoi nuovi libri in regalo, circa 200 per ogni occasione, a tutti i suoi amici a Rangoon in un momento in cui le linee di comunicazione e il trasporto stradale e ferroviario erano del tutto interrotti. Fu nel 1945 che lanciò il quindicinale Ludu (Il popolo) Journal con sua moglie come assistente alla redazione. L'anno successivo vide il lancio del quotidiano Ludu Daily e successivamente la coppia divenne nota come Ludu U Hla e Ludu Daw Amar. I loro incisivi commenti e analisi politiche diedero un contributo significativo al desiderio di indipendenza del paese e alla lotta unificata contro il dominio coloniale.  Le loro pubblicazioni non ospitarono mai pubblicità di alcool, droghe per migliorare le prestazioni sessuali o per il gioco d'azzardo, né consigli sulle corse, affari salaci e pettegolezzi. U Hla fu costretto a fare un'eccezione per le pubblicità cinematografiche per la sopravvivenza del giornale.
Una mattina del 1948, subito dopo che la Birmania ottenne l'indipendenza dagli inglesi, la Kyipwa Yay Press di Mandalay fu ridotta in macerie dalle truppe governative contrariate dal fatto che la coppia Ludu sembrava simpatizzare con i comunisti. Questo era un periodo in cui il cambio di regime avveniva abbastanza spesso con la città che cadeva periodicamente nelle mani dei ribelli Karen, dei comunisti e del nuovo governo nazionalista di U Nu. L'intera famiglia, comprese due donne in stato di gravidanza, venne gettata in strada, messa in fila e stava per essere uccisa quando un certo numero di monaci e gente del posto intervennero con successo per salvare le loro vite. Sebbene fosse solo un ardente riformista, di sinistra e riconosciuto come tale fin dai primi giorni dai suoi amici e colleghi, l'accusa di essere un comunista, da parte dei governi successivi, non lo abbandonò mai, anche quando molti nel partito, incluso Ne Win, lo conoscevano personalmente. La sinistra dura, d'altra parte, lo considerava debole e indeciso, privo di impegno rivoluzionario.
U Hla era un membro fondatore attivo dell'Associazione degli scrittori della Birmania e presiedeva la sezione dell'Alta Birmania. Nel 1952 partecipò, con Thakin Kodaw Hmaing, Zawana, Shwe U Daung, Dagon Taya e U Ohn Lwin, alla Conferenza per la pace nella regione dell'Asia del Pacifico a Pechino. Nell'ottobre 1953 il governo AFPFL imprigionò U Hla, come prigioniero politico, ai sensi della Sezione 5, per sedizione. Durante la reclusione U Hla raccolse numerose storie di vita dei suoi compagni, che pubblicò dopo il suo rilascio nel gennaio 1957:
1. Lei hnint a tu ( လေးနှင့်အတူ ) - Insieme al vento, tradotto in giapponese
2. Htaung hnint lutha ( ထောင်နှင့်လူသား ) - Prison and Man, vincitore del Sapei Beikman Award nel 1957
3. Hlaungyaing dwin hma hnget nge mya ( လှောင်ချိုင့်တွင်မှာငှက်ငယ်များ ) - Young Birds in a Cage, tradotto in inglese con il titolo The Caged Ones e vincitore del premio UNESCO per la letteratura nel 1958.
4. Ah lone kaung gya yè lah ( အားလုံးကောင်းကြရဲ့လာ ) - Stai bene?
5. Yèbaw hnint maung gyi hnama ( ရဲဘော်နှင့်မောင်းကြီးနှမ ) - Soldato e fanciulla
6. Sit achit hnint htaung ( စစ်အချစ်နှင့်ထောင် ) - War, Love and Prison 1960, tradotto in inglese con il titolo The Victim.
7. Za-nee hnint tha thami mya tho htaung dwin hma payza mya ( ဇနီးနှင့်သားသမီးများသို့ထောင်တွင်မှာပေးစာများ ) - Lettere dalla prigione a moglie e figli
8. Sit peeza htaung daga ( စစ်ပြီးစထောင်တံခါး ) - Cancelli della prigione del dopoguerra
9. Ma-nee dè bawa hka-yee ( မနီးတဲ့ဘဝခရီး ) - La vita è un lungo viaggio

Mentre era in carcere U Hla rimase attivo nell'organizzazione di eventi sportivi e letterari per i detenuti e invitò amici del mondo dello sport, delle arti e della letteratura a questi eventi speciali come ponte tra il mondo esterno e quello interno. Costituì una squadra di calcio e iniziò a giocare a golf. I suoi compagni di prigionia lo ricordavano come avesse il maggior numero di visitatori e che era ansioso di condividere tutte le notizie e il cibo dall'esterno. U Hla era un abile oratore pubblico con un sorriso pronto e un grande senso dell'umorismo ma senza orgoglio o pregiudizio. Era amichevole ed educato e preoccupato per la salute e il benessere di tutti e presto sarebbe diventato U-lay Hla (zio Hla) per i detenuti più giovani. Non dimenticò di visitarli in prigione dopo il suo rilascio portando loro cibo, libri e persino una radio in un'occasione. 

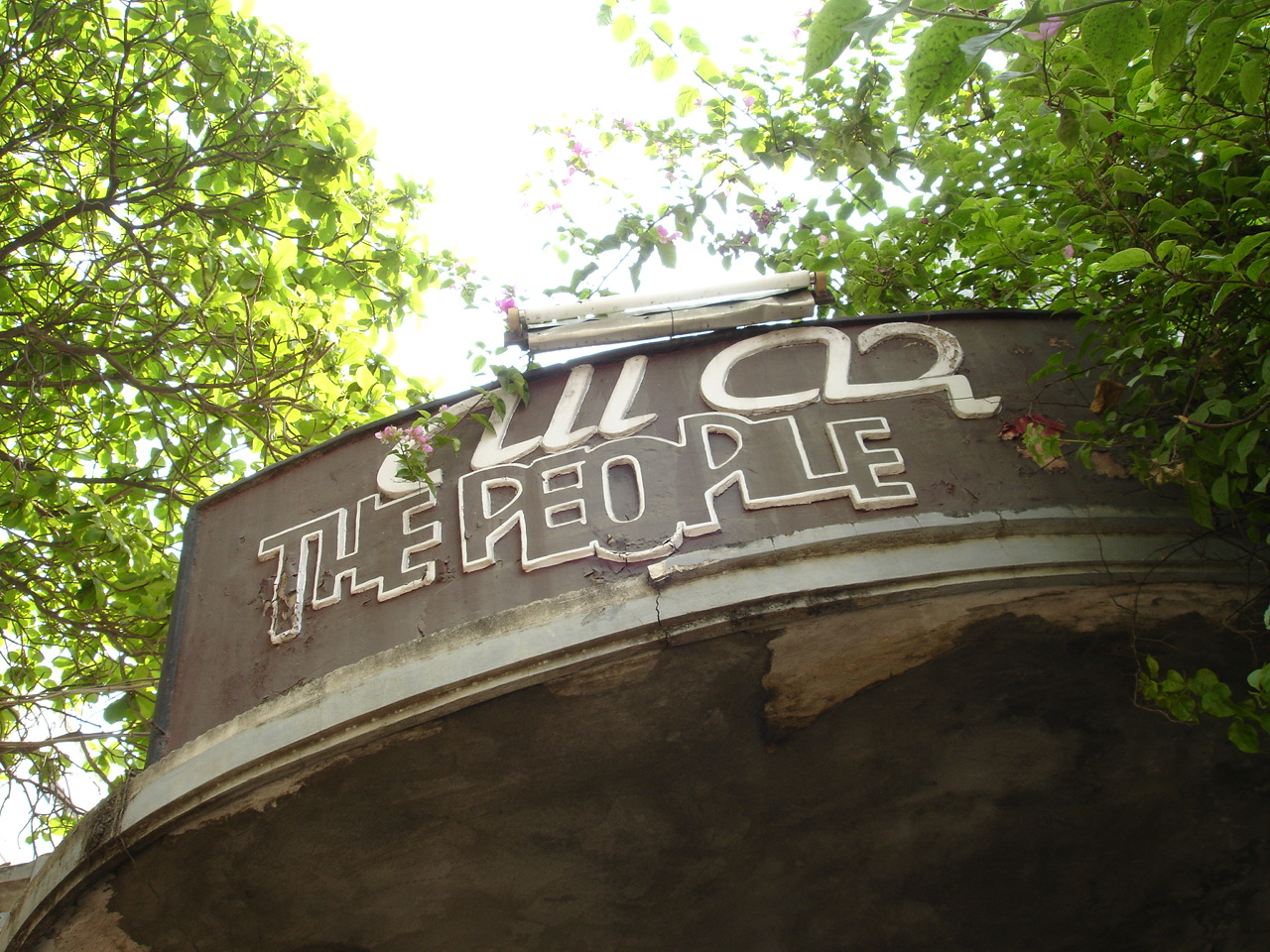
Ludu The People sull'84 ° e 33 ° Mandalay

U Hla aveva nutrito una nuova generazione di giovani scrittori e artisti dell'Università di Mandalay e altrove nell'Alta Birmania come i poeti Tin Moe, Kyi Aung, Maung Swan Yi, Maung Pauk Si e Ko Lay (Innwa Gon-yi), gli scrittori Maung Tha Noe, Maung Tha-ya, Maung Thein Naing e Maung Saw Lwin, gli artisti Paw Oo Thett e Win Pe così come quelli di vecchia data come gli scrittori Sagaing U Hpo Thin, Shwe Kaingtha e Marla e gli artisti U Ba Gyan, U Aung Chit e U Saw Maung. Il Ludu Daily pubblicava un extra del lunedì dedicato alla poesia, e con l'incoraggiamento di U Hla i giovani poeti pubblicarono un'antologia dal titolo A-nya myei hkit gabya. Le recensioni di libri, i saggi critici sulla letteratura e gli articoli di ricerca sulla storia locale, sulle arti e sui mestieri godettero di quasi altrettanto spazio delle notizie e analisi nazionali e internazionali. U Hla non cercò di influenzare il contenuto o di modificare gli sforzi dei giovani scrittori, ma si assicurava che potessero sostenere qualsiasi affermazione che avrebbero potuto fare. Non parlava mai con loro, anche se spesso si lamentava che avevano talento ma mancavano di forza di volontà; uno dei suoi sogni era che formassero una cooperativa di scrittori e gestissero la loro casa editrice.
Il giornale conteneva articoli sull'Unione Sovietica e sulla Repubblica popolare cinese; c'era stata una serie di articoli intitolati "Dal Volga al Gange". Shwe U Daung, il capo redattore, aveva tradotto "Gli eroi della Cina popolare". Un vecchio compagno di scuola del padre di Daw Amar, era famoso per i suoi eccellenti adattamenti di Sherlock Holmes e Brigadier Gerard di Sir Arthur Conan Doyle, nonché per le sue traduzioni dei romanzi di H. Rider Haggard e fu arrestato nello stesso periodo come U Hla, ma sarebbe rimasto nella prigione di Mandalay per tutto il tempo della condanna.
Il calendario sociale di Mandalay, negli anni '60, vedeva U Hla come organizzatore o come oratore ospite, di anniversari come la Festa nazionale, la raccolta di fondi per l'ospedale e la fondazione di una casa per anziani. Fece parte di numerosi comitati e del Senato dell'Università di Mandalay. Spesso si riferiva scherzosamente a se stesso come "Mandalayan per matrimonio".  Era apprezzato e rispettato dai monaci buddisti anziani e dai laici, ma prese le distanze dagli affari religiosi in quanto tali. La sua popolarità raggiunse un livello tale per cui alcuni politici ordirono un complotto per assassinarlo, temendo che potesse candidarsi ad una carica, ma la cosa venne alla luce solo dopo la sua morte.
L'Associazione degli scrittori dell'Alta Birmania raggiunse l'apice delle sue attività negli anni '60 e '70 con U Hla al timone. La Sazodaw Nei (Giornata degli scrittori), a dicembre di ogni anno, divenne Sazodaw La (Mese degli scrittori) con discorsi e seminari aperti al pubblico, in omaggio agli scrittori più anziani, e successivamente discorsi letterari e tour di ricerca che erano molto popolari. U Hla insistette sul fatto che questi non dovevano essere un onere finanziario per la gente del posto.  Incoraggiò e assicurò che i documenti letti in questi seminari, sia le revisioni critiche di letteratura che i documenti di ricerca, fossero pubblicati sotto forma di libro. Fu durante questo periodo che iniziò a collezionare racconti popolari viaggiando su e giù per il paese. U Hla incoraggiò lo scrittore di etnia Mon, Thakin Aung Pe, e quello di etnia Rakhine, U Kyaw Yin, a fare lo stesso tra la loro gente. Quando fu pianificato il primo volume Kayin ponbyin mya (Racconti folk Karen), il suo assistente gli fece notare che avrebbe perso soldi; U Hla gli spiegò come il profitto fosse irrilevante nel tentativo di far uscire sulla stampa qualcosa che avrebbe contribuito a una migliore comprensione tra i popoli della Birmania e ad unificarli, e come fosse molto più importante assicurarsi che questi tesori delle minoranze etniche non andassero persi a vantaggio delle generazioni future.
U Hla fu anche la stessa forza trainante dietro il revival delle canzoni popolari, sin dai primi giorni del Kyipwa Yay con lo Shwebo bongyi di Yadanabon Hpo Hmatsu (musica di percussioni) e Maung htaung tay e il Rakhine di Thuriya Kandi tay canzoni popolari. Al poeta Maung Swan Yi fu delegato il compito di portare avanti il lavoro per una generazione successiva, e uno dei risultati fu Lègwin dè ga ludu tay than mya. Fu felicissimo quando gli furono presentate copie di Inle taik tay e Taung-yo Danu tay, canzoni del Lago Inle e dintorni, dai compilatori locali che erano stati ispirati da lui. Il trasferimento alla Mandalay University durante questo periodo di due suoi vecchi amici, Rakhine, U Kyaw Yin come preside e il dottor Than Tun come professore di storia, fornì una spinta alle attività letterarie e di ricerca e ai seminari settimanali del sabato (Sanei Sapei Waing). La coppia Ludu era ben nota a tutti gli studiosi stranieri della lingua birmana e la Ludu House era invariabilmente il primo scalo nel loro itinerario a Mandalay.
Fu sempre una forte convinzione di U Hla che il linguaggio avrebbe dovuto essere semplice e facilmente accessibile ai lettori. Aveva sostenuto la lettura rapida e la scrittura facile per i giovani scrittori, e quando ebbe inizio una campagna per scrivere in birmano nella forma colloquiale invece che in quella letteraria arcaica prevalente, l'abbracciò e promosse, con l'aiuto di U Kyaw Yin e del dottor Than Tun, mentre Daw Amar aveva espresso alcune riserve all'inizio. Fu un movimento molto controverso nella storia della letteratura birmana, considerato di sinistra e sovversivo dai tradizionalisti conservatori e negli ambienti governativi.
In aggiunta alla sua rubrica quotidiana Thaung pyaung htweila yay gyin ya-ya ("Medley Writings", successivamente pubblicata in 3 volumi), U Hla compilò e pubblicò, durante questo periodo, tre serie di cronache:
- 1. Thadinza mya thi thamaing go pyaw nei gya thi - Giornali Cronaca Storia
  2. Thadinza mya pyaw pya dè sit atwin Myanma pyi - La Birmania in tempo di guerra come cronaca dai giornali
  3. Thadinza mya pyaw pya dè sit peeza Myanma pyi - La Birmania del dopoguerra come cronaca dai giornali 1969

Altri due volumi vennero pubblicati postumi:
- 1. Kyundaw sa-daan kyundaw ahaan mya - I miei documenti del seminario, i miei discorsi 1983
  2. Hnit ta-ya ga auk-pyi auk-ywa - Bassa Birmania cento anni fa 2002

I colloqui di pace del 1963 segnarono un momento molto emozionante nella storia del dopoguerra in Birmania. Le aspettative erano alte e la famiglia Ludu non faceva eccezione nel guardare avanti per una nuova era per il paese a seguito della pace in vista, dopo 15 anni di guerra civile che aveva soffocato lo sviluppo e il progresso. Il giornale si batté per il successo dei colloqui di pace proprio come aveva fatto nei primi anni Cinquanta per la pace nel mondo e la fine della guerra civile in Birmania. Si rivelò però una falsa alba, e quando il processo di pace venne interrotto il figlio maggiore di U Hla, Soe Win, 22 anni e leader dell'Unione degli studenti dell'università di Rangoon, si unì a molti altri leader studenteschi per allearsi con i comunisti. Quattro anni dopo, nel 1967, fu ucciso con molti altri in una sanguinosa epurazione nelle giungle della catena montuosa di Bago Yoma, come ripercussione della Rivoluzione Culturale in Cina che aveva portato anche a violente rivolte anti-cinesi a Rangoon. La coppia Ludu, fedele alla tradizione buddista birmana, rifiutò l'invito delle autorità a visitare la tomba del figlio nella giungla. Il fratello minore di Soe Win, Po Than Gyaung (nato nel 1945), fu arrestato nel luglio 1966 e detenuto (senza accusa né processo) fino al maggio 1972 per presunte attività politiche studentesche clandestine. Po Than Jaung trascorse la prima parte della sua detenzione nella prigione di Mandalay e successivamente sull'isola di Cocos nel Mare delle Andamane. Il regime militare chiuse il Ludu Daily il 7 luglio 1967. Quell'anno U Hla era stato impegnato nella campagna per l'alfabetizzazione sponsorizzata dallo stato nel caldo e nella polvere dell'Alta Birmania.
Quando il giornale Hanthawaddy fu lanciato nel 1969, per riempire il vuoto a Mandalay, U Hla aiutò l'editore U Win Tin, che sarebbe diventato un leader della Lega Nazionale per la Democrazia, a far decollare il giornale, proprio come aveva fatto lui. Aiutò il Mandalay Thuriya quando il suo editore U Tun Yin morì durante la guerra e suo figlio di 18 anni dovette prendere il posto di suo padre. U Hla credeva fermamente nel ruolo fondamentale della parola stampata nella costruzione della nazione e in collaborazione con altri al fine di raggiungere questo obiettivo comune.
Le macchine da stampa nell'84a strada non ebbero il tempo di raccogliere polvere mentre U Hla concentrava i suoi sforzi nel pubblicare, volume dopo volume, libri suoi e di altri, comprese le traduzioni e le analisi di Daw Amar sulla politica internazionale e i suoi trattati sul teatro tradizionale birmano, la danza e la musica ora che non potevano più scrivere di politica interna. Iniziò ad intervistare persone di ogni ceto sociale in modo da poter raccontare le loro storie al suo pubblico di lettori e il risultato fu una serie di libri kyundaw:
- 1. Kyundaw byu-ro karat ( ကျွန်တော်ဗျူရိုကရတ် ) - I Burocrati 1970
  2. Kyundaw sa-tee pwèza ( ကျွန်တော်စတီးပွဲစား ) - The Steele Broker 1970
  3. Kyundaw thadindauk ( ကျွန်တော်သတင်းထောက် ) - The Reporter 1971
  4. Kyundaw hlei tha-gyi ( ကျွန်တော်လှေသားကြီး ) - Io il Boatmaster 1972
  5. Kyundaw myinthama ( ကျွန်တော်မြင်းသမား ) - The Gambler on Horses 1972
  6. Kyundaw thanlwin hpaungzee ( ကျွန်တော်သံလွင်ဖောင်စီး ) - The Salween Rafter, tradotto in giapponese
  7. Kyundaw hsin oozi ( ကျွန်တော်ဆင်ဦးစီး ) - The Elephant Driver
  8. Kyundaw hsa-chet thama ( ကျွန်တော်ဆားချက်သမား ) - The Saltmaker, pubblicato postumo nel 1986

U Hla pubblicò anche le lettere che aveva ricevuto da Theippan Maung Wa, circa 500, in un libro intitolato Thu sa mya ga pyaw dè Theippan Maung Wa. Egli stesso scrisse circa 700 lettere allo scrittore più anziano, dal 1933 al 1942, fino alla morte prematura di quest'ultimo subito dopo l'invasione giapponese. Le commedie di Theippan Maung Wa apparse sulla rivista Kyipwa Yay con lo pseudonimo di una donna, Tin Tint, furono successivamente reintrodotte da U Hla al pubblico dei lettori in un altro libro intitolato Tint Tint Pyazat. U Hla fu di nuovo determinante nella ricerca e nell'eventuale pubblicazione del Diario di guerra di Theippan Maung Wa (Sit atwin neizin hmattaan).
I diari di viaggio furono un altro genere tra i prolifici scritti di U Hla:
- 1. Indonesia anauk hma ashei tho - Indonesia da ovest ad est
  2. Japan pyi ta-hkauk - Un soggiorno in Giappone
  3. Naga taungdaan dazi dazaung - Uno scorcio delle colline di Naga

I libri per bambini, oltre alla sua vasta collezione di racconti popolari, includono:
- 1. Su htoo pan yaukkya - A Man of Supreme Wish, scritto per il figlio maggiore Soe Win, di 3 anni, durante la guerra nel 1944
  2. Ko Pyu nè Ma Pyone - Ko Pyu e Ma Pyone Cartoons di U Ba Gyan, il primo libro pubblicato dalla Kyipwa Yay Press a Mandalay

U Hla era sempre preoccupato per i giovani della Birmania e i suoi sforzi nella loro educazione includono:
- 1. {{lang | my-Latn | Lu ta lone - A Person of Substance 1977
  2. Ayet-thama a-hma ta htaung - Mille modi errati di un alcolizzato
  3. Ayet-thama a-hma hna htaung - Duemila modi errati di un alcolizzato
  4. Beinbyu thama a-hma gaba - A World of Errant Ways of a Heroin Addict 1974
  5. Sayleik nè lutha - Tobacco and Man, scritto in collaborazione con Daw Amar che aveva fumato dall'età di 8 anni fino ai 40 anni e la cui attività di famiglia era il tabacco[10]

È stato detto che, nella storia della letteratura birmana, nessun altro scrittore è stato così prolifico come U Hla. Sembrava avere una passione divorante per il mondo delle lettere e una quantità inesauribile di energia non solo nello scrivere, pubblicare e viaggiare per la ricerca e per tenere discorsi, ma nel corrispondere con tutti i suoi amici e lettori. Rimase attivo nella vita civile e comunitaria; la coppia Ludu venne invitata dalle autorità a tenere discorsi agli studenti delle università di Rangoon e Mandalay che partecipavano a una campagna per la ricostruzione dei templi danneggiati di Bagan durante il grande terremoto del 1975.
U Hla fu imprigionato per la quinta volta nel 1978, questa volta con sua moglie Daw Amar e il loro figlio più giovane Nyein Chan (nato nel 1952), entrambi rilasciati dopo U Hla nel 1979. Il suo secondo figlio Po Than Gyaung era andato clandestinamente nel 1976 per unirsi ai comunisti come suo fratello prima di lui. La morte di U Hla all'età di 72 anni, nell'agosto 1982, fu inaspettata dalla maggior parte di coloro che lo conoscevano come qualcuno che aveva sempre vissuto una vita sana, sebbene avesse sviluppato il diabete più tardi. Si ammalò improvvisamente proprio mentre stava per essere intervistato da una ricercatrice giapponese accompagnata dallo scrittore Maung Tha-ya. Venne ricoverato velocemente in ospedale e morì la stessa sera.
U Hla lasciò la moglie Ludu Daw Amar (nata nel 1915), la figlia Than Yin Mar (nata nel 1943, professoressa di medicina che iniziò a scrivere assumendo lo pseudonimo Dr. Mya Myitzu), il figlio Po Than Gyaung (nato nel 1945), la figlia Tin Win (nata nel 1947, responsabile della Kyipwa Yay Press) e il figlio Nyein Chan (nato nel 1952, un popolare scrittore di racconti e diari di viaggio, che iniziò a scrivere dopo la morte di suo padre con il nome di Nyi Pu Lay). Ludu Daw Amar (nata nel 1915) morì il 7 aprile 2008 all'età di 93 anni.
Ludu U Hla è stato un ottimo esempio di ciò che un individuo potrebbe ottenere in una vita per il bene comune, anche se sarebbe stato il primo a condannare la propria superiorità. La storia è piena di uomini capaci che sono caduti per strada e hanno perso di vista i propri obiettivi e hanno abbandonato i propri principi e le proprie convinzioni. U Hla era del popolo, per il popolo, non ha mai abbandonato le persone che amava e che si era proposto di servire fin dalla tenera età. Per parafrasare uno dei suoi colleghi più giovani, Ludu Sein Win, anche se U Hla non aveva mai preso le armi nella lotta rivoluzionaria dai tempi coloniali, perché aveva una tale compassione, e se la sua lungimiranza e la sua tolleranza erano viste come inettitudine dai giovani radicali, era un "santo rivoluzionario", da paragonare al cinese Lu Hsun, sebbene non fosse un santo rivoluzionario.